# Under the Crescent
Pour plus de détails, voir Fiche technique et Distribution.
Under the Crescent est un film muet américain réalisé par Burton L. King, sorti en 1915.
Une série de six épisodes relatant les aventures d'une actrice américaine dans l'Égypte moderne (vers les années 1910). L'histoire est biographique ; elle s'inspire de la vie réelle de son actrice principale, Ola Humphrey (en), qui épousa en 1911 le prince égyptien Ibrahim Hassan, cousin du Khédive.

## Fiche technique
- Titre : Under the Crescent
- Réalisation : Burton L. King
- Scénario : Nell Shipman
- Producteur : Carl Laemmle
- Société de production : Universal Film Manufacturing Company
- Société de distribution : Universal Film Manufacturing Company
- Pays d'origine :  États-Unis
- Langue : film muet avec les intertitres en anglais américain
- Métrage : 3 600 m (12 bobines)
- Format : Noir et blanc — 35 mm — 1,33:1 — Muet
- Genre : Film dramatique, Film biographique
- Durée : 120 minutes (2 h 0)
- Dates de sortie : 
  -  États-Unis : 1er juin 1915

## Distribution
- Ola Humphrey (en) : L'actrice américaine
- William C. Dowlan : Stanley Clyde
- Edward Sloman : Prince Ibrahim Tousson
- Helen Wright (en) : Princess Ousson
- Carmen Phillips : Princess Uarda
- William Quinn (en) : Said Pasha
- Henry Canfield : Sir Godfrey, Consul général
- Orral Humphrey (en) : Meheimit Ali
- Edna Maison : Princesse Zohna